# بي إم دبليو أم 3
بي إم دبليو إم 3 (بالإنجليزية: BMW M3)‏، هي نسخة عالية الأداء من بي إم دبليو الفئة الثالثة، تم تطويرها من قبل قسم الرياضات الميكانيكية في بي إم دبليو، بي أم دبليو أم. ومنذ طرح طراز إم 3 إيه 30 في عام 1986، تم إنتاج هذه النسخة مع كل جيل من الفئة الثالثة.
بدأت السيارة بنمط الهيكل الكوبيه، تلاه الطراز المكشوف بعد فترة قصيرة. تم تقديم طراز إم 3 سيدان لأول مرة خلال جيل إيه 36 (1994–1999) وجيل إيه 90 (2008–2012). منذ عام 2014، أعيد تصنيف طرازات الكوبيه والمكشوفة لتصبح جزءًا من الفئة الرابعة، مما أدى إلى تحويل النسخة عالية الأداء إلى إم 4. ومنذ ذلك الحين، تم إنتاج طراز إم 3 كسيارة سيدان حتى عام 2020 عندما تم تقديم نسخة تورينغ (استيت) لأول مرة، إلى جانب طراز السيدان.